# هكتور بي غارسيا
هكتور بي غارسيا (بالإنجليزية: Hector P. Garcia)‏ هو طبيب أمريكي، ولد في 17 يناير 1914، وتوفي في 26 يوليو 1996.